# Coup d'État au Yémen
Coup d'État au Yémen est le 83e roman de la série SAS, écrit par Gérard de Villiers et publié en 1986 dans la collection Plon (Presses de la Cité). Comme tous les SAS parus au cours des années 1980, le roman a été édité lors de sa publication en France à 100 000 exemplaires.
L'action se déroule courant 1986 au Yémen du Nord.
Malko Linge est chargé d'enquêter sur la mort tragique d'un agent de la CIA, tué au curare.

## Personnages principaux

### Américains et alliés
- Malko Linge : héros du roman, Autrichien, agent contractuel de la CIA.
- Oswald Byrnes : chef de l'antenne de la CIA au Yémen du Nord.
- Jack Penny : agent de la CIA.

### Yéménites
- Amabeit
- Assageth
- Zaghlool Mokha
- Nabil El Khouri
- Yehia Sharjaq : capitaine de l'armée yéménite.
- Mohammed Bazara : colonel de l'armée yéménite.
- Ali Nasser : ex-président du Yemen du Sud.

### Autres personnages
- Mandy Brown « la salope »
- Oleg Kopecki : agent du KGB à Sanaa.

## Résumé

### Début du roman
À Sanaa au Yemen du Nord, le jeune agent de la CIA Jack Penny a une liaison avec une Éthiopienne, Assageth. Sans le savoir, il a remarqué au domicile de la jeune femme un objet inhabituel. Lorsque le colonel Mohammed Bazara apprend que le jeune agent a vu ce qu'il n'aurait pas dû voir, il s'en ouvre au chef d'antenne du KGB à Sanaa, Oleg Kopecki. Celui-ci ordonne l'assassinat immédiat de Penny. Le jeune agent est tué dès le lendemain par l'injection dans son corps de curare (chapitre 1).
Malko est envoyé au Yemen du Nord pour découvrir pourquoi Jack Penny a été exécuté dans de telles circonstances. Il est supervisé par le chef de poste Oswald Byrnes (chapitre 2).

### Aventures
Malko va tenter de faire parler Assageth puis la meilleure amie de celle-ci, Amabeit.
Lorsque le colonel Mohammed Bazara découvre l'enquête de Malko, il ordonne la liquidation des deux témoins et fait tuer les deux jeunes femmes.
Malko comprend que quelque chose de grave se prépare, car ces trois meurtres commis en un si court laps de temps montrent l'affolement du commanditaire.
Le fait que le président Saleh rencontre prochainement l'ex-président du Yemen du Sud Ali Nasser n'est pas anodin.
Malko poursuit son enquête et ses soupçons se portent vers le capitaine Yehia Sharjaq, adjoint du colonel Mohammed Bazara.
Pour manipuler Sharjaq, Malko fait appel à Mandy Brown « la salope ».
Comme le prévoit Malko, Sharjaq ne tarde pas à tomber amoureux de la belle blonde...